# Fullmetal Alchemist
A Fullmetal Alchemist (鋼の錬金術師; Hagane no renkindzsucusi; Hepburn: Hagane no renkinjutsushi, ’Az acél alkimista’) - vagy Full Metal Alchemist angol nyelvterületen helyesebben alkalmazva és onnan átvéve - japán mangasorozat, melynek írója és rajzolója Arakava Hiromu. A Fullmetal Alchemist világának környezete az európai ipari forradalom utáni időszakra emlékeztet és egy olyan kitalált világban játszódik, ahol az alkímia az egyik legfejlettebb tudományos eljárás. A történet egy testvérpárról, Edward és Alphonse Elricről szól, akik a Bölcsek köve után kutatnak, hogy visszaszerezzék testüket, mivel Edward jobb karját és bal lábát, Alphonse pedig az egész testét elvesztette, miután sikertelenül próbálták alkímiával visszahozni halott édesanyjukat.
Érdekes módon a "Full Metal Alchemist: Hagane no Renkinjutsushi" megnevezés jelentése két különböző módon Telifém Alkimista és az Acél Alkimistája. (Németül egyébként Vollmetall Alchimist.) Valójában acél mellett többszörös fémötvözetből állnak a főszereplő végtagjai, így logikailag a full metal a helyesebb kifejezés. Angol területeken az angolra hajazó szlengesített főcím miatt megmaradt az FMA kifejezés az egész sorozatra és - a két különböző írásmóddal együtt - az angol cím került Magyarországra is, de azontúl a magyar szinkronban a főszereplő mégis Acél Alkimista megnevezést kapott a japán szöveg alapján. Emellett megjegyzés történik az acélos személyiségére is.
A manga a Square Enix Gekkan Sónen Gangan magazinjában jelent meg 2001 augusztusa és 2010 júniusa között. Az egyes fejezeteket 27 tankóbon kötetbe gyűjtötték össze, amelyeket 2002. január 22. és 2010. november 22. között adtak ki. A manga első, 51 részes animeadaptációja, amely csak gyenge szálakkal kötődött az eredeti sorozathoz, 2003. október 4. és 2004. október 2. között futott Japánban és a Bones gyártásában készült. A sorozat végkifejletét a Fullmetal Alchemist: Shamballa hódítója című film mondja el. A második, 64 részes animeadaptáció, amely már közvetlenül a mangán alapult, 2009. április 5. és 2010. július 4. között futott Japánban. A sorozat folytatását a Fullmetal Alchemist: Milos szent csillaga film ismerteti. A sorozathoz számos spin-off regény, OVA, dráma CD, zenei lemez, és videójáték jelent meg. A sorozat népszerűségére való tekintettel egy gyűjtögetős kártyajáték, kiegészítő könyvek, akciófigurák és más a szereplőket mintázó kereskedelmi termékek is kiadásra kerültek.
A manga kiadási jogait az Egyesült Államokban a Viz Media szerezte meg és 2005. május 3. és 2011. december 20. között mind a 27 kötetet kiadta. Jelentősebb változtatásokat nem eszközöltek, azonban néhány oldalon cenzúrázták a nyugati vallási utalásokat. Az animét a Funimation Entertainment szinkronizálta le angol nyelvre és adta ki DVD-n az összes angol nyelvű régióban. Az első filmet limitált számban 2006. augusztus 25-én mutatták be az amerikai mozik. A Funimation és a Destineer a sorozatból készült videójátékokat is megjelentette.
Japánban a Fullmetal Alchemist mangából 2010-ig 50 millió példányt adtak el. Az angol nyelvű kiadás első kötete 2005-ben a legjobban eladott illusztrált regény volt. A TV Asahi két internetes felmérésében az animeadaptáció minden idők legnépszerűbb animéjeként végzett. 2007 februárjában az American Anime Awards-on nyolc kategóriából hatban nevezték, melyek közül ötöt elnyert. A mangával és animével foglalkozó kritikusok rendszerint pozitívan fogadták a sorozatot.
Magyarországon az első animeadaptáció Fullmetal Alchemist – A bölcsek kövének nyomában címmel 2007. október 13. és 2008. április 6. között, a második anime Fullmetal Alchemist: Testvériség címmel, 2010. június 1. és 2011. június 13. között futott az Animax műsorán magyar szinkronnal. Az Animax mindkét filmet levetítette, az elsőt .. -én, a másodikat pedig 2012. április 1-jén. Az első animeadaptáció első 20 epizódját a MangaFan leányvállalata, az Elemental Media adta ki.

## Cselekmény
A legendák szerint létezik egy titokzatos tárgy, amely többszörösére növeli használója erejét; egy tárgy, amelynek segítségével áthághatók a tudomány és természet szabta határok. Egy vérvörösen csillogó kő, amelynek titkát évszázadok óta kutatják az alkímia mesterei: a Bölcsek Köve.
Sokan próbálták már létrehozni, de eddig még senki nem járt sikerrel. Most azonban két nagyon fiatal és tehetséges alkimista eredt a nyomába, akiknek célja nem a hatalom vagy a hírnév. Edward és Alphonse Elric egy szörnyű hibát próbálnak helyrehozni, ám tudtukon kívül olyan veszélyes játszmába keverednek, amelyben nem csak a saját sorsuk a tét, hanem több millió ember élete is. A teremtő erőt csak egy hajszál választja el a pusztítótól, a Bölcsek Köve pedig olyan eszköz, amely még jó kezekben is veszélyes lehet. Az Elric testvérek pedig még nem sejtik, miféle teher nyugszik a vállukon.

## Médiamegjelenések

### Manga
A Fullmetal Alchemist mangasorozatot Arakava Hiromu írta és rajzolta és a Square Enix Gekkan Sónen Gangan mangamagazinjában publikálták. Az első fejezet a 2001. július 12-én megjelent 2001 augusztusi számban, míg a befejező 108. fejezet a 2010 júniusi számban volt látható. Ezután publikáltak egy melléktörténet a Gekkan Sónen Gangan októberi számában 2010. szeptember 11-én. Ugynaezen magazin 2011 júliusi számában a manga egy „prototípus” változatát is megjelentették egy one-shotban.
A Square Enix az egyes fejezeteket 28 tankóbon kötetbe gyűjtötte össze. Az első kötet 2002. január 22-én jelent meg, míg az utolsó 2010. november 22-én. Japánban néhány fejezet újra olvasható volt két „különszám” magazinban és a Fullmetal Alchemist, The First Attack is, amely az első kilenc fejezet és más melléktörténeteket tartalmaz. 2011. július 22-én a Square Enix megkezdte a sorozat újrakiadását kanzenban formátumban. Észak-Amerikában a Viz Media adta ki a mangát. Az első kötet 2005. május 3-án, míg az utolsó, 27. kötet 2011. december 20-án jelent meg. 2011. június 7-től a Viz omnibusz formátumban kezdte kiadni, három fejezetet helyezve egybe.
A mangát az Egyesült Államokban a Viz Media adta ki, szinte változatlan formában. Az egyetlen cenzúra a 8. kötetben történt egy tizenkét panelt érintve, ahol Kapzsit megfeszítik: az eredeti kereszt alakú követ egy lekerekített formájúra cserélték. A Viz ezt azzal indokolta, hogy kereszténységre való utalást kívánták elkerülni. A módosítás Arakava beleegyezésével történt.

## Alkímia
A Fullmetal Alchemist világában az alkímia létező, a mindennapokban gyakorolt dolog, de jellemzőiben sok ponton eltér a történelmi alkímiától.
A sorozatban az alkímia tudományának segítségével megérthetjük egy anyag szerkezetét, darabokra szedhetjük, majd újra összerakhatjuk azt valamilyen más formában. Egységnyi tömegű anyagból, csak egységnyi tömegűt hozhatunk létre (ez az ún. egyenértékűség elve). A transzmutáció végrehajtásához, melyben egy anyagot egy másikká alakítunk át, szükség van transzmutációs (alkimista) körre, amely kapcsolatot biztosít az alkimista és az anyagok között. Az alkímiában tilos az arany transzmutálása, valamint az emberi transzmutáció (jintai rensei). A Bölcsek Kövének segítségével, ami a sorozatban egy piros kő, az alkimista ereje megsokszorozódik, és áthághatja az egyenértékűség elvét.(Hogy kapjon valamit, semmit sem kell felajánlania.) A Bölcsek Köve a benne lakozó emberek lelkéből táplálkozik, tehát a transzmutációk méretétől és számától függ, mennyi fogy el belőle.

## Helyszín

### Amestris - アメストリス
Amestris (アメストリス Amesutorisu) a Fullmetal Alchemist világában létező nemzetállam, ahol a Fullmetal Alchemist történetének nagy része játszódik. Az államot katonai diktatúra irányítja, a vezér King Bradley, a „Führer”. A közvetlenül az államnak szolgálatot teljesítő alkimisták egysége az „Állami Alkimisták” ( az angol verzióban: State Alchemist, a japánban 国家錬金術師 vagyis Kokka Renkinjutsushi). Hogy valaki sikeresen felvételizzen soraikba, vizsgákat kell teljesítenie.
Mind a mangában, mind az animében a katonai diktatúrát azért hozták létre, hogy megfelelő mennyiségű áldozatot tudjanak termelni a Bölcsek Kövének létrehozásához.
Az ország zászlaján az elnök címere látható, ami egy szörny, zöld háttéren. Legnagyobb nemzetiség az ishibali (Keleti régióban fordul elő).
Régiók:
- 1. Központi （中央, セントラル）
  - Központi város (Central City) - Amestris fővárosa, egyben a központi régió központja
- 2. Keleti （東部）
  - Keleti város (East City) (イーストシティ) - A keleti régió központja, kis időre a katonaság központja is
  - Lior (リオール) - A város nagy része Ishibali nemzetiségű, Leto napisten-kultusz
  - Youswell (ユースウェル) - Bányaváros
  - Riesenbol/Riesenburg (リゼンブール) - Ed és Al szülőfaluja
  - Xenotime (ゼノタイム) - Az anime 11 és 12. része játszódik itt, bányaváros, vörösvíz-lelőhely
- 3. Déli (南部)
  - Déli város (South City) (サウスシティ) - A déli régió központja
  - Dublith (ダブリス) - Ed és Al tanára, itt lakik Izumi Curtis,
- 4. Északi (北部)
  - Északi város (North City) (ノースシティ) - Az északi régió központja
  - Briggs
- 5. Nyugati

## Gyakori kifejezések
- Transzmutáció vagy alkímia

Az alkímia egy tanulható tudomány, ahol a kémiai és fizikai (a magfizikai reakciókat még nem ismerik A Fullmetal Alchemist - Shamballa hódítójában bukkan fel egyedül a plutónium bomba) reakciók végezhetőek el. Az alkimista lerajzol egy alkimistakört, ami a reakciót vezérli. Minél összetettebb egy reakció, minél több komponenst használnak és minél nagyobb horderejű (tabu sértő), annál bonyolultabb és méretesebb a kör. Rendhagyó módon Edward kör "nélkül" is tud transzmutálni. Emellett az alkimistának tisztában kell lennie, hogy miből mit hoz létre, ezért akár más körökkel elővizsgálatokat végez. Kimbley a tenyerébe tetovált körök révén csak megérint dolgokat, és képes azokat alkotóelemeire lebontva bombát készíteni belőlük, ilyen az emberi test is.Kimbley egy bűnöző akit a Karmazsin alkimistaként ismernek, halálra itélték mert a háború során emberekből készített bombát.Az alkimista az esetek többségében megérinti a kör szélét, és magából energiát áramoltat, ami a reakció véghezviteléhez kell. Vannak olyan körök, amik kettő részből állnak, és önmaguktól aktiválódnak, ha egyesül a két rész. Ilyen például amikor Mustang behegeszti a Führer pincéjének ajtaját. Később az anime végén kiderül, hogy minden ember hordoz magában egy Kaput, amit megnyitva hozzáfér a mi világunkban meghalt lelkek energiájához. Tehát az ottani legegyszerűbb alkímiai reakcióhoz is a mi világunk halott lelkei kellenek. A Fullmetal Alchemist világának a mi világunk a Bölcsek Köve a Kapun keresztül.
- A Kapu

A történet elején és végén jelenik meg a kapu. Minden félresikerült humán transzmutációkor az alkimista kis időre a kapuhoz kerül. Kívülről egy szürrealisztikus, gigantikus, kétszárnyú ajtó. Fő motívuma a szem. Kinyílásakor a szemlélő sötétséget lát a kapu belsejében, majd sokféle színű és alakú szemek merednek rá (a homunculus "ivadékok"). Aki túl közel lép a nyíláshoz, azt sok apró, fekete polipként vonagló kéz ragadja meg és vonszolja be. Ám a kapu belseje fényes, és ott van az egyetemes tudás mindenről. Edward, amikor öccsét akarja megmenteni, akaratlanul is részesül ebből a tudásból, és ezért nem kell rajzolnia alkimista köröket. Valójában a kapu átjáró Amestris világa és a mi világunk között, amik párhuzamos valóságok, csak más fejlődési irányokkal. Minden halott lélek e két világból a kapuba kerül. A kapu belseje a túlvilág is egyben. Dante tanulmányozta a kaput és azt találta, hogy az újszülött csecsemőknek még erős a kapcsolatuk a kapuval. Egy baba révén Edwardot és apját külön-külön száműzi a kapun át, de nem tudott a másik világ létezéséről.
- Humán Transzmutácó (Jintai rensei)

Az alkímia tiltott ága: lényege elhunyt ember visszahozása az életbe. Részben morális, részben gyakorlati okok miatt nem engedélyezik a végrehajtását. A Humán Transzmutációt végrehajtó személy rendszerint kénytelen feláldoznia a teste egy részét a korántsem biztos siker érdekében. Az alkimista ilyenkor eljut az Alkímia Kapuja elé, ahol az átalakulással feladott áldozatával arányos tudást nyer.
- Bölcsek Köve(Kenja no ishi)

A Fullmetal Alchemist-ben szereplő kő egy legendás tárgy, ami megengedi a tulajdonosának, hogy megkerülje az Egyenértékűség Elvét. (Semmit sem kell felajánlania, hogy kapjon valamit cserébe) Az animében vörös kő alakú és sokszor robbantak már ki miatta háborúk (pl.: Ishibali). Előállításához milliónyi emberéletre van szükség. A történetben többször felbukkan egy úgynevezett vörös kő, más néven hamis Bölcsek Köve, ami szintén emberi életekből gyúrnak össze, de sokkal gyengébb. Ilyen van minden állami alkimista zsebórájának belsejében, hogy erősítse az ő transzmutációjukat.
- Homunkulusz

A Fullmetal Alchemist világában megjelenő homunkuluszok mesterséges emberek. Emberalakjuk van, és emberi módon viselkednek, mindazonáltal nem rendelkeznek lélekkel. Vörös követ esznek, ami különleges, egyedi képességekkel ruházza fel őket. Gyakorlatilag halhatatlanok és csak azon személyek maradványai közelében akinek a feltámasztásakor létrejöttek béníthatja meg őket. Elpusztításukhoz egy homunkulusz megtörő alkimista körre és a maradványokra van szükség. Ekkor kihányják az elfogyasztott vörös kő darabkákat, és legyengülnek. Könyörtelenek és eltökéltek. A főhősök első számú ellenfelei. A történetben megjelenő homunkuluszokat a Hét Halálos bűnről nevezték el. Jellemüket meghatározza az a gonoszság, amit megtestesítenek.
- Kiméra

A kiméra két különböző faj ötvözéséből előállított új egyed. A Fullmetal Alchemistben e lényeket alkímia segítségével alkotják meg, és az általános közösség szörnyeknek látja őket. A létrehozásukhoz szükséges tudást alacsonyrendű alkímiának tekintik. Az ötödik laborban is hoztak létre kimérákat (pl.:Martell)
- Ishval

Az időnként Ishbal-nak is ejtett Ishval (イシュヴァール Ishuvāru) az Amestris nemzet egy régiója. Az ott élő bennszülöttek jellemzője kreolbarna bőrük és vörös szemük. A népe szerint az alkímia tudománya bűn, mert sérti az Istenüket, az ember ne próbálja felülmúlni a teremtést. A sorozat kezdetekor nemrég támadta meg az Amestris hadsereg, hogy az államhoz csatolja. A háború a vidéket terméketlen sivataggá változtatta. Régen az Ishibaliak alkalmazták a legfőbb tudományt, mely hasonló volt az alkímiához.
- Automail

Egy fémből készült, közvetlen a test idegeire kapcsolt művégtag. Némelyik ballisztikus eszközöket, vagy egyéb pluszokat tartalmaz.

## DVD kiadás
Magyarországon eddig a sorozatból csak az első részek kerültek kiadásra.
- 1. DVD: 1-4 epizód - A lemez címe: Az átok
- 2. DVD: 5-8 epizód - A lemez címe: A vizsga
- 3. DVD: 9-12 epizód - A lemez címe: Az emberek pártján
- 4. DVD: 13-16 epizód - A lemez címe: Acél a Láng ellen
- 5. DVD: 17-20 epizód - A lemez címe: Az élet ára

### Hivatalos honlapok
- Fullmetal Alchemist Wiki, angol nyelven
- FUNimation Fullmetal Alchemist official website Archiválva 2009. április 9-i dátummal a Wayback Machine-ben
- Adult Swim official Fullmetal Alchemist page Archiválva 2007. május 3-i dátummal a Wayback Machine-ben

### Kapcsolódó honlapok
- Animeweb.hu cikk az animéről Archiválva 2016. március 6-i dátummal a Wayback Machine-ben